# Prothemenops khirikhan
Espèce
Prothemenops khirikhan est une espèce d'araignées mygalomorphes de la famille des Idiopidae.

## Distribution
Cette espèce est endémique de Thaïlande.

## Publication originale
- Schwendinger & Hongpadharakiree, 2014 : Three new Prothemenops species (Araneae: Idiopidae) from central Thailand. Zootaxa, no 3893 (4), p. 530-550.